# Ніл Фенн
Ніл Фенн (англ. Neale Fenn, нар. 18 січня 1977, Лондон) — ірландський футболіст, що грав на позиції нападника. По завершенні ігрової кар'єри — тренер. З 2019 року очолює тренерський штаб команди «Корк Сіті».

## Клубна кар'єра
Вихованець клубу «Тоттенгем Готспур». За першу команду дебютував 5 січня 1997 року в грі проти «Манчестер Юнайтед» (0:2) у Кубку Англії, а 9 квітня того ж року в грі проти «Шеффілд Венсдей» Ніл дебютував за клуб у Прем'єр-лізі. До кінця сезону він зіграв ще 3 матчі у чемпіонаті, проти «Евертона», «Астон Вілли» та «Ковентрі Сіті». У наступному сезоні йому вдалося забити перший (і єдиний) гол за рідну команду — 17 вересня 1997 року в матчі проти Кубка ліги проти «Карлайл Юнайтед». У чемпіонаті ж молодий нападник не міг пробитись до першої команди, зігравши знову лише у 4 іграх, натомість для отримання ігрової практики Фенн здавався в оренду в нижчолігові клуби «Лейтон Орієнт», «Норвіч Сіті», «Свіндон Таун» та «Лінкольн Сіті».
В травні 2001 року на правах вільного агента перейшов у «Пітерборо Юнайтед», де за два наступні сезони він провів 50 матчів і забив 7 голів у Лізі 1, англійському третьому дивізіоні. .
У серпні 2003 року Фенн перебрався до Ірландії, яку представляв на міжнародному рівні, і став тут виступати за місцеві клуби «Вотерфорд Юнайтед» та «Корк Сіті», а в листопаді 2006 року на правах вільного агента підписав угоду із «Богеміаном». Відіграв за команду з Дубліна наступні три сезони своєї ігрової кар'єри, вигравши у складі клубу два чемпіонства Ірландії, а також по разу став володарем національного кубка та кубка ліги.
Протягом першої половини 2010 року захищав кольори клубу «Дандолк», після чого 29 липня 2010 року оголосив про завершенні ігрової кар'єри з особистих причин. Однак лише через чотири дні, 3 серпня, він підписав угоду з клубом «Шемрок Роверс», де і завершив остаточну професійну ігрову кар'єру по завершенні сезону 2010 року.

## Виступи за збірні
1997 року дебютував у складі юнацької збірної Ірландії (U-20), разом з якою поїхав на молодіжний чемпіонат світу 1997 року в Малайзії, де провів шість матчів, забив один гол і став з командою бронзовим призером.
Протягом 1997—1999 років залучався до складу молодіжної збірної Ірландії. На молодіжному рівні зіграв у 8 офіційних матчах, забив 3 голи. Також кілька разів викликався до лав національної збірної, втім так за неї і не дебютував.

## Кар'єра тренера
7 квітня 2017 року Фенн став помічником менеджера англійського клубу «Лейтон Орієнт», де пропрацював до кінця сезону, після чого у червні 2017 року очолив тренерський штаб ірландської команди «Лонгфорд Таун», що грала у другому за рівнем дивізіоні країни.
26 серпня 2019 року Фенн очолив клуб вищого ірландського дивізіону «Корк Сіті», в якому свого часу виступів і як гравець.

## Досягнення
- Чемпіон Ірландії (2) : 2008, 2009
- Володар Кубка Ірландії (1) : 2008.
- Володар Кубка ірландської ліги (1) : 2009